# 등촌고등학교
등촌고등학교(登村高等學校)는 대한민국 서울특별시 강서구 등촌동에 있는 공립 고등학교이다.

## 학교 연혁
- 2003년 12월 17일 : 등촌고등학교 설립 인가(36학급)
- 2004년 3월 1일 : 고필곤 초대 교장 취임
- 2004년 3월 2일 : 개교식 및 제1회 입학식
- 2007년 2월 7일 : 제1회 졸업식
- 2010년 3월 1일 : 자율형 공립고 지정
- 2015년 3월 1일 : 자율형 공립고 재지정
- 2022년 9월 1일 : 윤건호 제8대 교장 취임
- 2023년 2월 3일 : 제17회 졸업식(9학급 162명)
- 2023년 3월 2일 : 제20회 입학식(9학급 193명)

## 참고 자료
- 등촌고등학교 - 한국교육학술정보원 학교알리미